# 유경 (1대 무향후)
유경(劉慶, ? ~ ?)은 전한 말기의 제후로, 고밀경왕의 아들이다.

## 행적
건시 2년(기원전 31년), 무향후(武鄕侯)에 봉해졌다.
아들 유경이 작위를 이었다.

## 출전
- 반고, 《한서》 권15하 왕자후표 下

| 선대 (첫 봉건) | 전한의 무향후 기원전 31년 정월 ~ ? | 후대 아들 유경 |